# 483
483 (CDLXXXIII na numeração romana) foi um ano comum do século V do Calendário Juliano, da Era de Cristo. a sua letra dominical foi B (52 semanas). Teve início a um sábado e terminou também a um sábado.
| Ano completo                   |
| ------------------------------ |
| Ano comum com início ao sábado |

## Eventos
- 13 de Março - É eleito o Papa Félix III.

## Nascimentos
- 11 de Maio - Justiniano I, imperador bizantino (m. 565)

## Mortes
- 10 de Março - Papa Simplício.